# Burchetts Green
Burchetts Green – wieś w Anglii, w hrabstwie ceremonialnym Berkshire, w dystrykcie (unitary authority) Windsor and Maidenhead. Leży 15 km na północny wschód od centrum miasta Reading i 46 km na zachód od centrum Londynu.